# بری تراست
بری تراست (به انگلیسی: Barry Trost) (متولد ۱۳ ژوئن ۱۹۴۱ در فیلادلفیا) یک شیمی دان آمریکایی و استاد دانشگاه استنفورد است. او در دانشگاه پنسیلوانیا تحصیل کرد و لیسانس خود را در سال ۱۹۶۲ کسب نمود. موضوع پایان نامه دکتری وی تحقیقات در مورد ساختار و واکنش‌پذیری آنیون‌های انولاتور در مؤسسه فناوری ماساچوست انجام شد. وی از سال ۱۹۶۵ تا زمان انتصاب وی در دانشگاه استنفورد در سال ۱۹۸۷ استاد دانشگاه ویسکانسین-مدیسون بود. 